# Tlalcozotitlán
Tlalcozotitlán es una localidad del estado mexicano de Guerrero. Es parte del municipio de Copalillo.

## Toponimia
El nombre «Tlalcozotitlán» proviene de los términos en náhuatl: tlalli, tierra; cozolli, nido; tlan, lugar. Su significado es «lugar de nidos de tierra».

## Demografía
| Gráfica de evolución demográfica |
|                                  |

| Censo | Población |
| ----- | --------- |
| 1900  | 781       |
| 1910  | 732       |
| 1921  | 457       |
| 1930  | 854       |
| 1940  | 923       |
| 1950  | 625       |
| 1960  | 1 088     |
| 1970  | 1 196     |
| 1980  | 1 545     |
| 1990  | 702       |
| 2000  | 895       |
| 2010  | 1 029     |
| 2020  | 1 066     |